# Zizers
Zizers (rétorománsky Zezras) je obec ve švýcarském kantonu Graubünden, okresu Landquart. Nachází se v údolí Rýna, asi 9 kilometrů severovýchodně od Churu v nadmořské výšce 561 metrů. Žije zde přibližně 3 400 obyvatel.

## Geografie

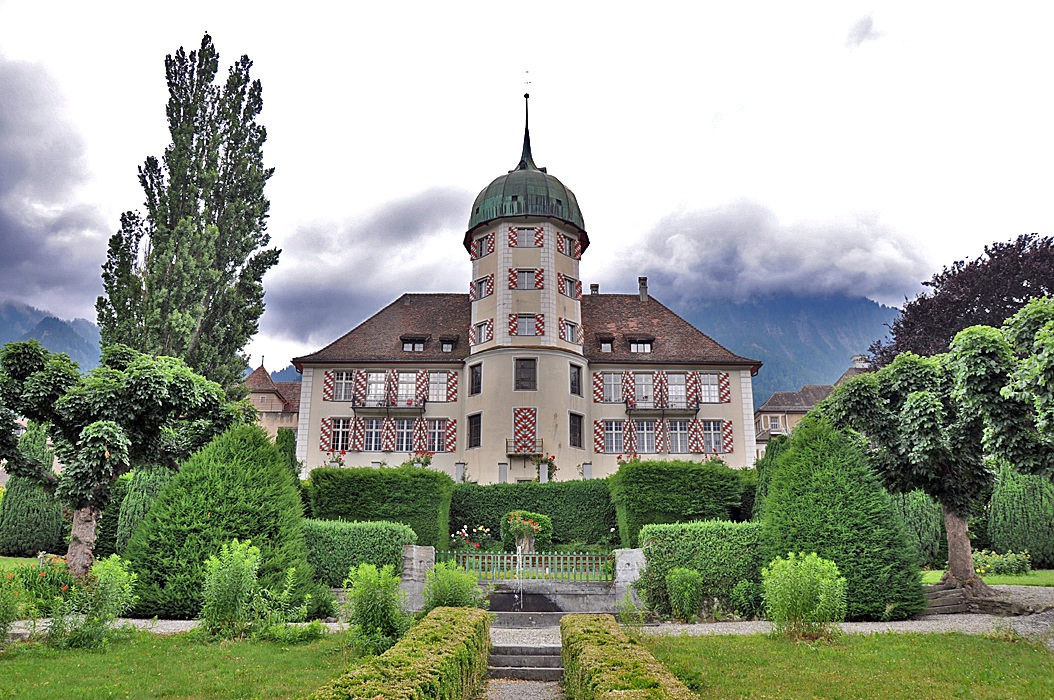
Zámeček St. Johannesstift, místo pobytu Zity Bourbonsko-Parmské

Zizers leží na plochém svahu obklopeném horami a vinicemi necelých 10 kilometrů severně od hlavního města kantonu, Churu, v údolí Rýna. Na pravém břehu Rýna se území rozkládá od řeky přes svah vyhloubený potoky Schlundrüfi a Chessirüfi až k hřebenu, který tvoří rozvodí údolí Valzeina. Nejvyšší nadmořské výšky 1774 metrů dosahuje na jihovýchodě vrchol Cyprianspitz. Oblast nalevo od Rýna, která také patřila k Zizers, tvořila od roku 1854 samostatnou obec Mastrils a v roce 2012 byla sloučena s obcí Igis do obce Landquart.
V roce 1997 bylo 41,5 % rozlohy obce využíváno pro zemědělství, lesy zaujímaly 38,5 % a zastavěná plocha 12,1 %. Neproduktivní půda tvořila 7,8 %.
Zizers sousedí s obcemi Landquart, Grüsch, Trimmis, Untervaz a Maienfeld.

## Historie

Letecký pohled na Zizers (1957)

Obec, která leží na hlavní dopravní trase tzv. Německé cesty (německy Deutschen Strasse), spojnice z oblasti Bodamského jezera do Churu a dále do alpských průsmyků v Graubündenu, se v listinách objevuje v roce 824 jako Zizuris. Nálezy z doby bronzové a římské naznačují mnohem starší původ osídlení. Původ názvu obce je nejasný, někteří badatelé se domnívají, že pochází od římského básníka Zizera nebo bohyně Zizzy. V roce 955 daroval Ota I. Veliký královský dvůr v Zizers spolu s přidruženým kostelem diecézi Chur, kam jmenoval svého oblíbence Hartperta biskupem. Tento královský dvůr byl náhodně objeven při vykopávkách v roce 2010 a od té doby byl restaurován.
Hospodářství vesnice, která byla vybavena tržním právem a měla podobu malého města, stálo na několika pilířích. Kromě zemědělství (vinice, sady a pole) jsou od středověku doložena i různá řemesla. V okolí tzv. sustu, významného středověkého překladiště a skladiště zboží na důležitém dopravním tahu, vybudovaného v obci, vzkvétal obchod a pohostinství. V roce 1519 byl z biskupských panství Friedau a Alt-Aspermont vytvořen vrchnostenský soud čtyř vesnic Gotteshausbundu, jehož hlavním městem byl Zizers (získal tak 3/7 hlasovacích práv). V roce 1649 byla zrušena poslední biskupská práva, čímž bylo dosaženo plné suverenity v rámci Tří konfederací. Od 17. století jsou v obci zastoupeny obě denominace.

## Obyvatelstvo
| Vývoj počtu obyvatel | Vývoj počtu obyvatel | Vývoj počtu obyvatel | Vývoj počtu obyvatel | Vývoj počtu obyvatel | Vývoj počtu obyvatel | Vývoj počtu obyvatel | Vývoj počtu obyvatel | Vývoj počtu obyvatel | Vývoj počtu obyvatel |
| -------------------- | -------------------- | -------------------- | -------------------- | -------------------- | -------------------- | -------------------- | -------------------- | -------------------- | -------------------- |
| Rok                  | 1850                 | 1900                 | 1950                 | 1980                 | 2000                 | 2005                 | 2010                 | 2019                 | 2020                 |
| Počet obyvatel       | 925                  | 1 107                | 1 281                | 2 425                | 2 983                | 3 064                | 3 201                | 3 490                | 3 520                |

## Hospodářství

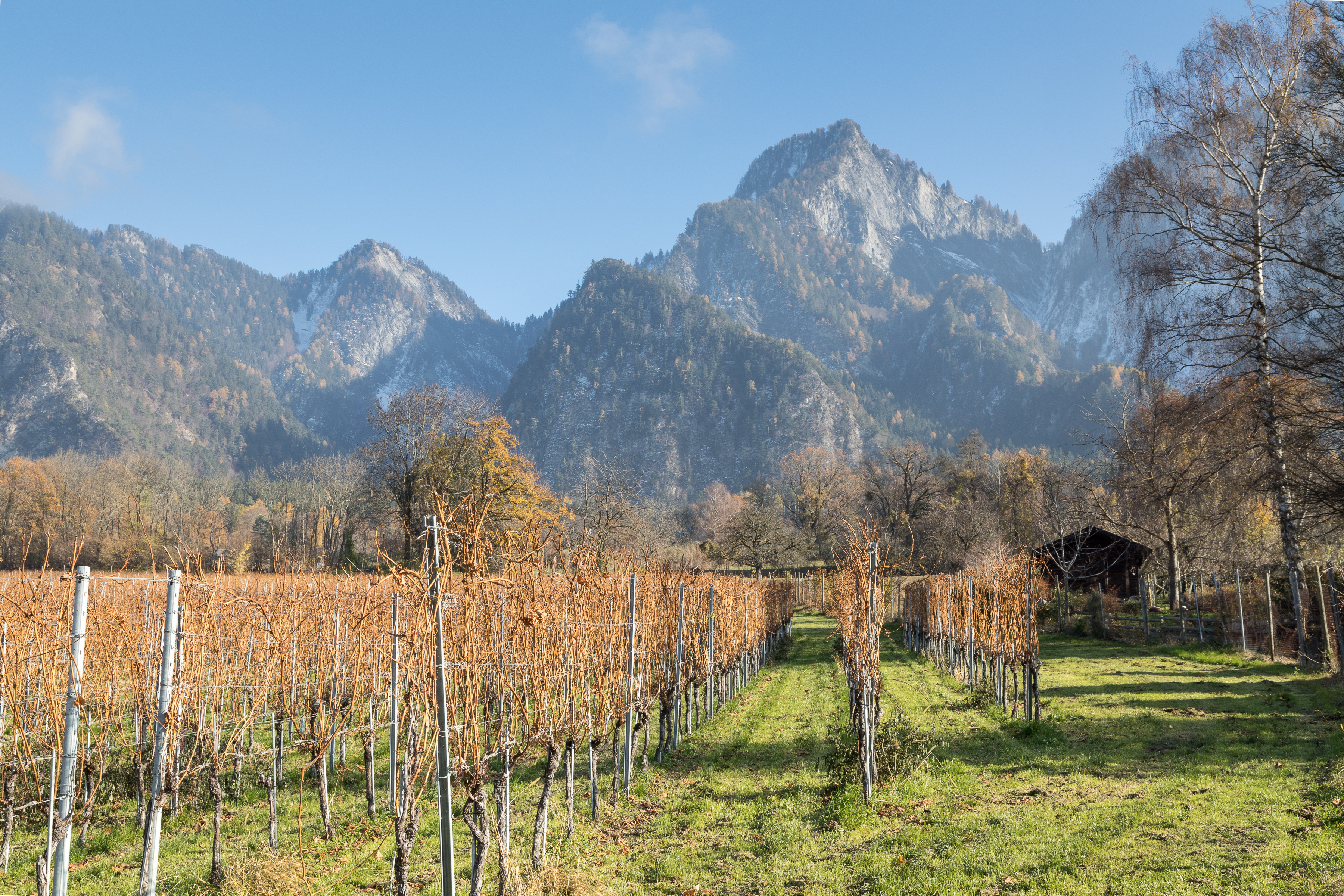
Vinice v okolí Zizers

Přestože zemědělství ztratilo svůj převažující význam, jsou pro obec charakteristické sady a vinice. Zizers, známý pro své odrůdy Pinot Noir, se nachází v klasickém údolí typu Föhn, orientovaném severojižním směrem, v nadmořské výšce přibližně 600 metrů, což z něj činí jednu z nejteplejších vinařských oblastí v německy mluvící části Švýcarska. Ve zbytku obce převažují malé a střední podniky. Společně se sousední obcí Landquart se rozvíjí průmyslová zóna Tardisland, která má výhodnou polohu v blízkosti železniční trati a dálnice. V zemědělství a lesnictví bylo zaměstnáno 74 osob, v obchodním sektoru 144 osob a v sektoru služeb 447 osob (stav k roku 2000/2001).

## Doprava
Obec má železniční stanici na trati Landquart–Thusis Rhétské dráhy. Z nádraží Landquart do Zizers jezdí také poštovní autobusová linka Postauto. Díky své poloze na dálnici A13 (nejbližší exit 15 Zizers) se do hlavního města kantonu lze dostat za deset minut a do Curychu, St. Gallenu a Davosu přibližně za hodinu.

## Osobnosti
- Zita Bourbonsko-Parmská (1892–1989), manželka posledního rakouského císaře Karla I., žila v Zizers od roku 1962 do své smrti